# Wasyl Łoziński
Wasyl Łoziński, ukr. Василь Лозинський (ur. 1982 we Lwowie) – ukraiński poeta, tłumacz i eseista, krytyk literatury i kurator. Członek redakcji czasopisma o sztuce i literaturze prostory oraz stowarzyszenia kuratorskiego Chudrada (“Rada artystyczna”). Mieszka i pracuje w Kijowie.

## Twórczość
Studiował germanistykę we Lwowie i Berlinie. Po ukraińsku ukazały się jego dwa zbiory wierszy Święto po awanturze (2010) і Inny kraj (2016), oraz książki tłumaczeń z Franza Kafki, z młodej niemieckiej i polskiej poezji. W Niemczech wydany został wybór wierszy pod tytułem Das Fest nach dem Untergang (w wydawnictwie hochroth, 2016) i w Stanach The Maidan After Hours (Hawaii Review Chapbook Series, 2019). Eseje i wiersze ukazywały się w czasopismach manuskripte, 10TAL, Lichtungen, helikopter OSTRAGEHEGE (Koma), Vozduch, Trafika Europe, punctum, Wyspa, Hawai’i Review, Krytyka i Prostory. W antologiach Wschód – Zachód. Wiersze z Ukrainy i dla Ukrainy (red. i tłum. Aneta Kamińska), Grand Tour. Eine Reise durch die junge Lyrik Europas (Hrsg. Jan Wagner Frederico Italiano, Hanser 2019), „New York Elegies” (Ed. Ostap Kin, Academic Studies Press 2019), 100 wierszy wolnych z Ukrainy w przekładzie Bohdana Zadury (Biuro Literackie, Kołobrzeg 2022, ISBN 978-83-67249-06-5).. Wiersze tłumaczone na ponad 8 języków.
Wydawnictwo PIW opublikowało jego zbiór wierszy z dwóch tomików pod tytułem Święto po awanturze (2019) w tłumaczeniu Bohdana Zadury.
Tłumaczył wiersze takich poetów jak Tadeusz Dąbrowski, Ron Winkler, Uljana Wolf, Monika Rinck, Peter Handke, Bohdan Zadura, Tadeusz Różewicz.
W jego tłumaczeniu na język ukraiński z niemieckiego opublikowany został zbiór opowiadań Franza Kafki Die Betrachtung, wydany jako faksymile w wydawnictwie Osnovy (2012), Czarny Kwadrat. Wiersze wybrane (Meridian Czernowitz, 2013) i Środek wyrazu (Krok, 2019) Tadeusza Dąbrowskiego, zbiór wierszy wybranych Rona Winklera Fragmentierte Gewässer z niemieckiego (Krok, 2015).

## Odznaczenia
Zbiór wierszy Święto po awanturze odznaczony nagrodą w konkursie wydawnictwa „Smołoskyp” w 2011 roku.